# Пригоди Несцерки
«Пригоди Нестерки» — перший білоруський анімаційний повнометражний фільм, випущений в 2013 році кіностудією «Білорусьфільм».

## Сюжет
Мультиплікаційний фільм «Пригоди Нестерки» режисера Ігоря Волчек складається з 8 історій, в яких головний герой Нестерка разом зі своїм псом і котом потрапляє в різні ситуації, виходить з честю з них, рятує наречену з лігва Змія і знаходить щастя. В основі фільму лежать білоруські казки, і сам популярний герой легенд і переказів Нестерка є втіленням білоруських якостей: спритний, добрий, веселий і трохи невдалий.

## Знімання
Робота над мультфільмом велася майже 10 років різними художниками. Тому найскладніше, за словами режисера, було з'єднати серії в одну наскрізну сюжетну лінію. Фільм зроблений для дітей, щоб «вони не тільки розважалися, а й чомусь вчилися». Наприклад, того, що багатство не головне, а є більш важливі цінності: «Треба дивитися під ноги. Часто скарб лежить під ногами».